# گروه قومی-زبانی

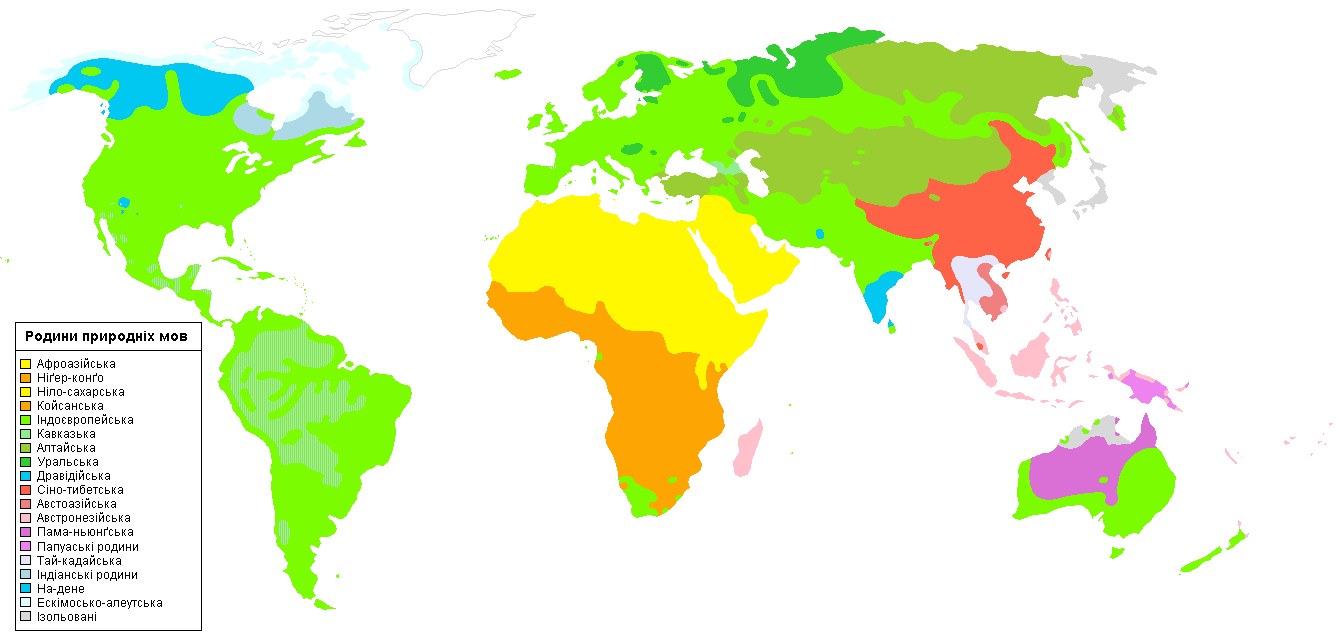
نقشه هم‌پوشانی گروه‌های قومی-زبانی در جهان

گروه قومی-زبانی (انگلیسی: Ethnolinguistic group) گروهی‌ست که با قومیت و زبان مشترک متحد شده‌است. اغلب گروه‌های نژادی یک زبان مادری مشترک دارند؛ با این حال، این عبارت برای تأکید بر این به‌کار می‌رود که زبان یک پایهٔ عمدهٔ و مبنای اساسی برای گروه نژادی به‌ویژه در ارتباط با همسایگانش است.